# Thunder Road (brano musicale)
Thunder Road è una canzone del cantautore statunitense Bruce Springsteen, pubblicata nel 1975 come prima traccia dell'album Born to Run .

## Evoluzione
Una prima versione della canzone, intitolata Wings for Wheels (frase usata all'interno della canzone), era stata eseguita al The Main Point di Bryn Mawr il 5 febbraio 1975. La versione originale inoltre chiamava la ragazza con il nome di "Christine", "Christina" o "Angelina" invece di "Mary" (com'è nella versione definitiva).

## Accoglienza
Nel 2004 si è classificata prima nella lista delle "885 migliori canzoni di tutti i tempi" della WXPN (la stazione radio dell'Università della Pennsylvania), mentre la rivista Rolling Stone l'ha classificata 86ª nella sua lista delle 500 migliori canzoni di tutti i tempi. La canzone è stata anche pubblicata come singolo nel 1985 in Austria.